# Großsteingrab Femvej 1
Das Großsteingrab Femvej 1 (auch Großsteingrab Kirkehavegård) ist eine megalithische Grabanlage der jungsteinzeitlichen Nordgruppe der Trichterbecherkultur im Kirchspiel Lillerød in der dänischen Kommune Allerød.

## Lage
Das Grab liegt in Lillerød am Femvej zwischen den Häusern 1 und 3. In der näheren Umgebung gibt bzw. gab es zahlreiche weitere megalithische Grabanlagen.

## Forschungsgeschichte
Im Jahr 1890 führten Mitarbeiter des Dänischen Nationalmuseums eine erste Dokumentation der Fundstelle durch. 1942 wurde die Anlage irrtümlich als zerstört vermerkt. Eine weitere Dokumentation seitens des Nationalmuseums erfolgte 1967; dabei wurde die Anlage erstmals genau vermessen. Eine weitere Dokumentation erfolgte 1988 durch Mitarbeiter der Forst- und Naturbehörde. Die Erweiterung des Hauses Femvej 1 machte 1999 eine Sondagegrabung durch Mitarbeiter des Folkemuseet nötig.

## Beschreibung
Die Anlage besitzt eine nord-südlich orientierte längliche Hügelschüttung, die nur noch in Resten erhalten ist. Ihre ursprünglichen Maße sind unbekannt. Der Bericht von 1967 nennt eine noch erhaltene Breite zwischen 6 m und 8 m sowie eine Höhe von 1,25 m. Der Bericht von 1988 nennt eine Länge und Breite von jeweils 6 m und eine Höhe von 1 m. Von einer möglichen Umfassung sind keine Reste zu erkennen.
Der Hügel enthält eine nord-südlich orientierte Grabkammer, die wahrscheinlich als Urdolmen anzusprechen ist. Sie hat eine Länge von 1,7 m, eine Breite von 0,5 m und eine Höhe von 0,9 m. Sie besteht aus je einem Wandstein an den Langseiten und einem Abschlussstein an der nördlichen Schmalseite. Die Südseite ist offen. Der Deckstein fehlt.
Bei der Grabung von 1999 wurde eine neuzeitliche Grube entdeckt, die mit Steinen und Steinplatten verfüllt war, welche wahrscheinlich aus der zerstörten Hügelschüttung stammen.